# نقطة ملاصقة
في الرياضيات، النقطة الملاصقة أو نقطة من الغالق أو نقطة تجمع هي تعميم لفكرة نقطة الحد.
نقول عن نقطة x أنها نقطة ملاصقة لمجموعة A في الفضاء الطوبولوجي إذا كانت كل مجموعة مفتوحة تحوي x أيضاً تحوي على الأقل نقطة من المجموعة A. حيث تكون النقطة x هي نقطة ملاصقة للمجموعة A إذا وفقط إذا كانت تنتمي لغالق المجموعة A.